# Sørensen og Rasmussen
Sørensen og Rasmussen er en dansk film fra 1940 instrueret af Emanuel Gregers. Filmen er en folkeforvekslingskomedie, der finder sted da Grevinde Danner skal besøge et gods, og husets frue er "syg". Stuepigen må så spille frue, og det kommer der forviklinger ud af. Filmen indeholder en berømt scene, hvor grevinde Danner, spillet af Bodil Ipsen, har fundet en smædevise om sig selv og synger den for forsamlingen med stigende vrede.
Blandt de medvirkende er:
- Valdemar Møller
- Bodil Ipsen
- Erling Schroeder
- Blanche Funch
- Marguerite Viby
- Eigil Reimers
- Pouel Kern
- Agnes Rehni
- Peter Malberg
- Aage Winther-Jørgensen
- Aage Foss
- Kai Holm
- Else Marie Hansen
- Charles Wilken